# 恋する乙女と守護の楯
『恋する乙女と守護の楯』（こいするおとめとしゅごのたて、サブタイトル：The code name is "SHIELD-9"）は、AXL（アクセル）から2007年6月29日に発売された18禁恋愛アドベンチャーゲームである。略称は「恋楯」。
2016年2月26日には、続編である『恋する乙女と守護の楯〜薔薇の聖母〜』が発売された。

## 概要
2008年2月14日に全年齢対象のドラマCDが発売された。また、アルケミストより2008年11月20日にPlayStation 2版『恋する乙女と守護の楯 The shield of AIGIS』 が発売された。PS2移植の際に追加要素として2人のヒロインが追加、主人公のフルボイス化、新OPの追加などがなされている。初回限定版は『恋のテレジアBOX』と名付けられ、設定資料集とボーカルコレクションCDが付属している。
このPS2移植に伴い同年10月24日に同名タイトルにてスーパーダッシュ文庫よりライトノベル化（執筆：和泉フセヤ）、同年10月25日発売の月刊コンプエース12月号よりコミカライズ作品（画：綾野なおと）が連載されていた。
さらに、2010年7月29日にPS2版をPlayStation Portableへ移植した『恋する乙女と守護の楯 Portable』が発売された。
2019年4月5日に『恋する乙女と守護の楯』『恋する乙女と守護の楯〜薔薇の聖母〜』の権利について、元スタッフGOUと譲渡契約が結ばれた。
2020年3月27日にリメイク『恋する乙女と守護の楯 Re:boot The "SHIELD-9"』が戯画 Team AIGISブランドから発売された、2020年11月26日、PlayStation 4 / Nintendo Switch版発売。さらに2021年2月5日にアフターHシーンを追加した『恋する乙女と守護の楯 Re:boot Plus』が発売。

## あらすじ
プロローグ
主人公・如月修史は、警備会社アイギスに所属する新人エージェント。彼が所属する部署はアイギスの裏の顔であり、時には非合法な手段を用いてでも要人を守り抜く任務が課せられている。
彼は小柄な体躯ながら優れた身体能力と直感力でこれまで何人もの要人護衛を成功させ、成長株の新人と目されている。
今までの功績を認められ今回初めての単独任務を任せられるが、その内容は女装をして女学院に潜入、対象を護衛しろというものだった。

## 登場人物
※声優名はPC版・ドラマCD版 / PS2版・PSP版 / 『Re:boot』全年齢版の順。

### 主人公
如月 修史 / 山田 妙子（きさらぎ しゅうじ / やまだ たえこ）
声 - 釘宮理恵（ドラマCD版・PS2版・PSP版）
誕生日：10月23日 / 血液型：A型
本編の主人公。警備会社アイギスの特殊要人護衛課に所属する新人エージェント。コールサインは「シールド9（ナイン）」。成人男性だが、性別の割に小柄な体型に加え、童顔で中性的な顔立ちをしていて声のトーンも高いため、今回女生徒の中へ紛れ込む適材として抜擢された。しかし本人は女性を大の苦手としており、女性ばかりの環境で苦悩することになる。
鍛え抜かれており、優れた身体能力と反射神経、危険察知能力やその場にある物を利用する応用力により、防御に関する能力は非常に高いとされている。ただし銃の扱いは苦手で、練習も自主的には行っていない。なお作中ではH&K Mk23を使用しており、護衛目的でヒロインと行動するときには念のため制服の下に隠し持っている。
性格は任務に忠実だが頭が固く真面目な性格。自分のことを子供扱いや女性扱いをされることを嫌っているため、課長からのからかいに頭を抱える一方、課長のことを慕っている。基本的な学習はアイギスでやっているが、学院での勉強にはあまり付いていけていない。料理なども不得意であるが、食べられる程度には作れる。
自分の本名や両親などは覚えておらず、物心付く前は孤児として外国で路上生活をしていた。その後施設に入れられるが、課長に引き取られ傭兵として鍛えられることになる。
山田妙子としての設定は、田舎の大地主の娘で、田舎から出てきたばかりの少し心細い思いをしている女の子ということになっている。髪はウィッグを着用し、胸パッドでごまかしている。始めは目立たないように前髪で目元を隠し、化粧でそばかすを書いていたが、雪乃から指摘されて以降素のままになっている。また、セント・テレジア学院に来た理由が淑女を目指すためと口走ってしまったため、雪乃から淑女を目指す特訓などをさせられている。最初のうちは女装の仕方や言葉の使い方などがぎこちなかったが、途中からだんだん慣れてきており、女装がうまくなる自分に対して嫌悪感を抱いている。二人の護衛をするために、学院長の計らいにより学生会に入るが、力があることから雑用を任されている。また、食事量も多いため大食い扱いされている。仕事上あまり目立ちたくはないが、ストーカーの撃退や劇の主役などにより着実にファンが増えてきている。
先輩エージェント達に繕い物をやらされていた経験から、裁縫や刺繍を隠れた特技としている。学院では趣味ということになっていて一晩でドレスを作ったり、ハンカチに刺繍したり、ウエディングドレスを作るなどその腕前をたびたび披露している。また、ドレスに対してはプロのデザイナーに評価されたこともある。

### メインヒロイン
春日崎 雪乃（かすがざき ゆきの）
声 - 青山ゆかり / 友永朱音 / 友永朱音
誕生日：12月1日 / 血液型：B型
セント・テレジア学院3年生。春日崎財閥の令嬢で、修史の護衛対象の一人である。学院の学生会（通称撫子会）の学生会長にして、全生徒の憧れの的であり、学院の「お姉さま」とは彼女のことを指す。その美貌から3年連続ミステレジアに選ばれている。バレた時は「修史」と呼ぶ。
性格は高飛車で高圧的だが、面倒見がよく責任感が強い。そのため、自分一人で悩みを抱え込むことが多い。また、想定外のことには弱い。
当初は妙子に対して心無い態度をとるが打ち解けてからは、妙子を何も知らない田舎娘だと思い込み、学院を巣立つにふさわしい淑女に育てることが自分に課せたれた義務だと考え、自分の淑女作法を教えている。そのため、妙子が淑女らしくない行動や発言をするとハリセンを飛ばすことが、それにより若菜の中のイメージが崩れたこともある。人気がある反面、彼女を妬む相手も多い。紅茶にこだわりがあり、朝から夜まで紅茶を飲んでいる。料理が上手で、主に洋食を作る。実はピーマンが苦手でたびたび残しているらしい。
彼女のルートではアイギスの出資者の一人となる。
続編「薔薇の聖母」では、春日崎財閥代表の座についており、ルートによっては終盤救援に駆けつけてくれたり、学園に登場したりもする。
椿原 蓮（つばきはら れん）
声 - 風音 / 櫻井浩美 / 櫻井浩美
誕生日：8月16日 / 血液型：AB型
セント・テレジア学院2年生で、修史とは同じクラス。参議院議員である椿原孝一郎の娘。学生会では副会長を務めている。修史の護衛対象の一人。妙子のことを「タエ」と呼び、男だと露見した後は「シュージ」と呼ぶ。
口は悪いが気さくで、雪乃や鞠奈と異なり当初から妙子に好意的に接しており、妙子の陰口を言うクラスメートに対して本気で反論した。また、自分の信念を曲げることを嫌い、たとえ年上の雪乃でも反論することがある。スポーツ全般が得意だが、反面学業は苦手で手先も不器用。壊滅的な料理の腕前を持ち、家庭科部を三日で追い出されたという経歴の持ち主で、過去に彼女が作ったスコーンを食べて倒れた生徒がいたことから、「死のお茶会」事件として今も語り継がれている。ただし本人には料理が下手という自覚はあまりなく、料理を作りたがっている。裁縫も苦手なようで動物を作ったつもりが、スライムらしき物になったこともある。休日は運動部に混じってトレーニングするなど、体を動かして過ごすことが多く、バスケットボールを趣味とするほか、自分と互角の運動神経をもつ妙子を好敵手として認めている。また、特技にケーキの大食いなどがある。夜にこっそり外出をし、コンビニで買い物をすることがある。学院では王子様と呼ばれるほど男性扱いされることが多いが、彼女自身は女性として扱われることを望む。オカルトマニアである父に散々怖い話をされたり曰く付きの品物（髪が伸びる日本人形など）をお土産にされたりした結果、お化けを大の苦手としており、あまり怖くない文化祭のお化け屋敷のようなものでも大変な怖がり様を示す。そのため、恐怖が臨界点を超えるとパニックを起こして暴れ出し、周囲を破壊し始め滅茶苦茶にしてしまう。
新城 鞠奈（しんじょう まりな）
声 - 北都南 / 田口宏子 / ひと美
誕生日：10月2日 / 血液型：O型
セント・テレジア学院1年生。学院理事長の孫娘。学生会で会計を任されている。一人称は「鞠奈」。バレた時は「修史」と呼ぶ。
普段は猫をかぶっているが、本性は悪戯好きかつわがままでドライに見えるが、根は素直で優しい。また、意外に鋭い一面を見せている。また、妙子のことを下僕呼ばわりするものの、かなり気に入っている様子。趣味はインターネットの巡回で、部屋には3台の大型液晶ディスプレイのパソコンが置いてある。漫画を読むことも好きなようで読み始めたら漫画が山のようになる。特技は合成写真の作成。また、彼女の部屋には温室があり、そこで薔薇を育てている。理事長の孫娘ということで、夜の外出が認められているため、こっそり出かけることもある。他にも立場を最大限に利用して寮内に専用のトイレを作ってもらうなどの便宜を図ってもらっているが、反理事長派の教師たちからは敵視されている。蓮や設子のように破壊的な料理を作るということはないが調理経験はほとんどない。
過去に両親が庇うように死んだこと、そして祖母である理事長が仕事で忙しかったため、誰も彼女を構ってあげられなかったことがあり、悪戯などを行うのも寂しさを紛らわすための裏返しだと指摘されている。雪乃同様両親の残した莫大な遺産を巡って親戚から命を狙われている。
彼女のルートでは雪乃と蓮に正体はバレる事は無く、最終的には理事長とシスターという関係になる。
真田 設子（さなだ せつこ）
声 - 松田理沙 / 力丸乃りこ / 力丸乃りこ
誕生日：9月30日 / 血液型：B型
セント・テレジア学院2年生。修史のクラスメイトであり、隣の席に座っている。普段撫子会の3人から下僕扱いなどを受けていた修史にとっては学園のオアシス的人物だと称され、唯一心を許している人物でもある。後に学生会のサブメンバーとして選ばれる。
輸入食品を営む貿易商を親に持つ。マイペースだが物腰柔らかである。普段から金平糖を持ち歩き、振舞うこともある。前年度の首席入学者でもあり、学業もできる。だが、蓮と同様に料理が苦手で、奇抜な発想で修史を唖然とさせることも多い。その際ものすごい集中力で茄子を千切りにしようとした。また、演劇の練習でも修史以上の棒読みでみんなを唖然とさせた。趣味はブローチなどを作ることと夜に散歩に出る事。彼女の振る舞いから淑女と言われ、女の子からも人気が高い。
その正体はギリシャ系新興マフィア「ファランクス」の暗殺者で、学園には一年前から潜伏していた。ルートによってはその本性を現し、修史と戦うことがある。
普段のお嬢様としての彼女はすべて演技であり、本当は人を殺すことに何もためらいも無い。お嬢様としての顔を使い分けることもでき、正体がばれた後も普段通りに生活している。また、学んでいないことに関してはうまく演じられないという欠点があり、料理が下手なのもこのためである。主に使用する武器は銃やナイフ、さらにはトラップなどを仕掛けることを得意としている。
物心が付くころから孤児で、その後は組織に引き取られた過去がある。そのため、女性が苦手である修史が彼女にすぐに心を許せたのも、似たような境遇であり同属という意識があったからだと語っている。
敵対したルートであってもどちらかの死亡という形で決着は着くことは無く、ルートによっては冤罪を晴らしどこかに姿を消す。また、彼女のルートでは後にアイギスに入り修史と共に双楯と呼ばれるようになる。
続編「薔薇の聖母」では、ファランクスを潰した後にアイギスに所属し、日本を離れていることが判明した。またルートによってはコードネーム「金平糖の君」にて遠く離れた地より、修史とボイスチャットでやりとりをし情報提供などを行っている。なお、その際に未だ修史に対し恋慕を引きずっている様子が仄めかされている。
穂村 有里（ほむら ゆうり）
声 - 如月葵（PC版）、猫屋敷舞（Re:boot版） / 吉田愛理 / 有賀友利恵
誕生日：10月10日 / 血液型：B型/身長:159cm
セント・テレジア学院2年生で、修史とはクラスメイト。修史とは別の探偵会社から送り込まれてきたエージェント。コールサインは「ホーリー7（セブン）」。実年齢は修史と同程度。特定の誰かに付いているわけではなく、クラスに常駐しているガード。後に学生会のサブメンバーとして選ばれる。修史とはパートナーのように行動することが多いが、時折修史と対抗することもある。本来は争うことを苦手とするが、親戚の莫大な借金を肩代わりして困窮している両親の為に危ない世界に身を投じた。
平均的な容姿ゆえにクラスでは目立たない存在。基本的には、人懐っこい性格と表裏のない言動だが、怒ると誰よりも怖い。修史とは寮の部屋が隣同士であり、修史の正体を知る数少ない人物である。そのため、修史も彼女に対してだけは普段の口調で話している。父親は零細企業勤め、母親はパートタイマーという庶民出身者であり、セント・テレジア学院の校風に驚いている。毎日塾通い、学校行事は全てサボりと学生時代に楽しい想い出が少なかった為二度目の学生生活を楽しんでいる。金欠であることから、少しでもお金を浮かすために料理ができるようになったらしい。修史のように特例として学院に入ったわけではなく、しっかりと編入試験を受けて入学している。だが、授業中少女マンガを読んだり、修史に話しかけたりして先生に怒られている。また、修史と同様に淑女になる事を目指していないため、雪乃に注意される事もある。
戦闘能力や護衛能力は修史よりも高くないが、潜入と情報収集に長けており、連絡員として活躍することが多い。修史が戦闘に行ったり目を離さなければならない事情があるときなど、彼女が代わりに護衛を引き受けることがある。
彼女のルートでは後にアイギスに引き取られる。また、戦いはしないものの設子の正体に気づくなどの活躍をしている。

### PS2版、PSP版で追加されたヒロイン
綾小路 若菜（あやのこうじ わかな）
声 - なし / 田村ゆかり（PS2、PSP版）
誕生日：3月17日 / 血液型：AB型
セント・テレジア学院3年生。日傘が似合う深窓のご令嬢。雪乃とはクラスメートで寮も部屋が近い関係で昼食も一緒にとることも多い。撫子会は雲の上のような存在だと感じているため、後輩である蓮や鞠奈に対しても「さま」をつけて呼ぶ。その中でも妙子と雪乃は特別に感じている（雪乃は憧れ、妙子は好きといった感じ）。バレた時は「修史さま」と呼ぶ。
純粋で芯が強く心が清らかなお嬢様。自分の意思でバスルームを温室代わりにし花壇で枯れかかった花を育てていたり、絵本を地道に一年間集め続けテレジア祭のチャリティーに出すなどその優しさは行動に表れている。料理や掃除なども得意で、特に料理は修史の評価だと寮のシェフ顔負け。だが、自分のことを過小評価するところが多く気が弱そうにしているのを雪乃から指摘を受けている。また、意外に融通が利かない所も見せている。礼拝の時間に神父の話を熱心に聴いていたり、休日の朝は教会で世界の平和を祈ったりもしている。
修史が持つ女性への拒絶反応が特に激しく表れてしまう相手。嫌いなわけではないのに近くにいるだけで激しく鳥肌が立ったり、差し出された手を無意識に振り払ったりしてしまうため、彼女だけではなく修史自身も戸惑わせる。
拒絶反応は彼女曰く「自分が正反対の位置にいるため無意識に拒絶してしまう」との事。それを自覚したあとは彼女にも触れられるようになる。
中西 りお（なかにし りお）
声 - なし / 矢作紗友里（PS2、PSP版）
誕生日：12月24日 / 血液型：O型
アイギスのサポートメンバー。主な仕事はアイギスの本部での通信の際のオペレーターや、エージェントが必要とする物資の調達や援助、任務の際に破損した施設を影で修繕し事件の痕跡を隠蔽する仕事などの雑務を行っている。一晩で銃痕などを誰も気づかれないようにできる腕前だが、そのたびに寝不足になる。修史のことを「シールド9」と呼ぶ。サポートメンバーとしては優秀だと課長に評されていて、よく仕事を頼まれる。学生として登録はされているがセント・テレジア学院には常駐しておらず、修史に用事がある時だけ1年生の制服を着て学院に潜入してくる。オペレーターとして登場するときはスーツを着用しているが、可愛くないという理由で制服の方を気に入っている。
仕事として登場するときはしっかりしているように見えるが、学院内では子供っぽいところを多く見せている反面、子供扱いされると激しく怒る。「普通の学園生活」というものに憧れを抱いており、学院の中で授業に紛れ込んだり寮の食堂で食事を取ったりすることがある。その可愛らしい様子から妖精と言われている。そのため、「テレジアの妖精」と言われている優とは互いに敵対しあっている。子供の頃からアイギスのメンバーとして活動してきた経歴から語学には堪能だが、少々一般常識や教養に欠けるところがあるために学院内でお嬢様然とした行動ができず、傍で見ている修史に冷や汗をかかせることがあるほか、よく雪乃などの目に付く。趣味は独自のふりかけを作ること。
人の心身両面を傷つける銃を激しく恐れ嫌っている。任務に銃を用いる上にサポートメンバーのことを省みないエージェント達のことも嫌っており、修史にも普段は冷たい態度で接する。だが、時折素の自分の姿を見せることも多い。なお、修史には「モップを持たせたら世界一」といわれる少女がいる程度の認識しかなく、学院に潜入してから改めて認識するようになる。
ムービー内やPS2初回版付属の恋楯設定資料集では2年生として紹介されているが、理由はりおルートを進めて行くと明らかになる。

### サブキャラクター
桜庭 優（さくらば ゆう）/ 劉 小燕
声 - 茶谷やすら（PC版）、夏野こおり（Re:boot版）/ 永田佳代 / 田口宏子
誕生日：7月27日 / 血液型：AB型
セント・テレジア学院1年生。鞠奈と同じクラス。ストーカーを撃退した妙子に憧れており、妙子にまとわり付いてくる子猫的存在。妙子のことを「お姉さま」と呼んでいる、バレてされた時は「おねにいさま」と呼ぶ。一人称は「ボク」。華奢で愛らしい容姿からテレジアの妖精と呼ばれている。バックアップメンバーのりおと妙子が一緒にいるのをよく見ることなどからりおを敵対視している。後に学生会のサブメンバーに選ばれる。
健気に妙子を慕ってくるものの、妙子から冷たく突き放され（まとわりつかれると任務に支障をきたすという理由であり、嫌っているわけではない）ショックを受けることが日常になっている。だが、携帯のメールなどを教えたりなど日に日に妙子とは打ち解けている。今年度の首席入学者。また、運動能力もずば抜けて高い。料理が上手で主に中華を振舞う。
その正体は中国からの暗殺者にして、修史同様女装をした男性である。中国拳法をベースにした暗器使いであり、ヌンチャクやナイフなど数多くの武器を使用する一方、実戦経験が一度もなく、人を傷つける事に躊躇いをもっている。
修史と敵対したルートではアイギスに引き取られる事になり、修史に代わって女装係として重宝されることになる。
続編「薔薇の聖母」では近況は不明だが、男であると修史にはバレている模様。
星野 麗美（ほしの うるみ）
声 - このかなみ / 加藤雅美 / 加藤雅美
誕生日：11月14日 / 血液型：A型
セント・テレジア学院の国語教師で、この学院の卒業生。どこかほわほわしており、つかみどころがない。大人のわりに世間知らずで人を疑うことを知らない純真な性格。また底抜けに優しく、どこか抜けている天然なところもあり、居眠りをしていたら夜目を覚まし学院をさまよっていたこともある。生徒のことを大切に思っており、修史が仮病で苦しんでいるのを見て本気で心配している。また、非常に騙されやすく、水だといわれ違和感なく焼酎を飲まされて酔っぱらうこともある。この学院の教師や生徒がしょっちゅう入れ替わり転校をすることを悲しんでいる。
家は有名な音楽家の系譜で、本人もピアノの腕前はセミプロ並み。
シスター・リディア
声 - 一色ヒカル / 田中涼子 / 田中涼子
誕生日：5月23日 / 血液型：O型
教会からセント・テレジア学院に派遣されてきたイタリア人のシスター。どんなときでも笑顔を絶やさず、慈愛に満ちた優しさを持つ彼女の元には、毎日のように、悩みを抱える女学生達がやってくる。お淑やかで親しみやすいイメージがあるが、たまに軽いノリになったりすることがある。修史が妙子として学院に来た時に最初に出会った人物でもある。
その正体は蓮を狙う暗殺者の一人。この学院に登録されている彼女とは別に、顔がそっくりの双子のティナが潜入しており、たびたび入れ替わっていた。普段お淑やかに見えるほうが本物の彼女であり、戦闘の時は神の思し召しと言いながら冷徹な顔で襲ってくる。武器は二丁の銃を使用している。二人とも片翼のついたロザリオを身に付けており、翼のついている位置の違いによって双子のどちらなのかを見分けることが可能。
シスター・ティナ
声 - 一色ヒカル / 田中涼子 / 田中涼子
誕生日：5月23日 / 血液型：O型
蓮を狙う暗殺者の一人。リディアとは双子の姉妹の関係にあり、時折入れ替わっていた。普段軽いノリでデスマス口調の方が彼女である。リディアとは対照的に殺しを狩りと称して楽しんでいる節があり、冷静さが欠けている。また、リディアのことを大切に思っており、リディアを傷ついたりすると怒り狂う場面もある。彼女の武器もリディアと同様に二丁の銃を使用している。
設子ルートでは逃亡し、依頼を受け設子に襲いかかる。その際、薬を使用したのか設子と修史の二人相手に引けと取らない能力を見せつけたほか、二丁の銃のリロードをモーションなしにやって見せ、反撃の隙を与えなかった。
笹塚 隆平 （ささづか りゅうへい）
声 - 先割れスプーン / 先割れスプーン / 先割れスプーン
誕生日：2月2日 / 血液型：AB型
セント・テレジア学院の臨時教師で担当は生物。白い歯が特徴。薬品の知識が豊富で調合が得意。当たり障りのない口調だが、意外にスパルタ。顔も美形で学院唯一の男性ということで女学生に人気があり告白を受けているが、全部断っている。その理由は女性が恋愛対象ではないから。愛しい人がいれば想いに一直線になる。少しナルシスト。
その正体は雪乃を狙う暗殺者の一人。毒薬や睡眠薬などのスペシャリストであり、本来密室などで使用される毒ガスを屋上で使用し修史を油断させた。使用武器は毒薬が塗ってあるボーガン。
元々組織に属さないフリーの暗殺者のため、一部のルートを除いてアイギスへ情報を全て引き渡した後にアイギスの補充要員として再びセント・テレジア学院の臨時教師として送り込まれている。なお、修史との戦闘中に修史を男だと気づき、アイギスに情報を売ったのも修史に惚れて側に居たいからという理由である。
ライトノベル版では登場していない。
続編「薔薇の聖母」では修史の貞操を守るため部長に外国に飛ばされたことが判明している。
理事長
私立セント・テレジア学院の理事長。鞠奈の祖母。鞠奈のことを心配しており、鞠奈の両親が亡くなった後も構ってあげられなかったため、鞠奈に理事長権限で様々な特権を与えている。修史の正体を把握している人物の一人。

### アイギス関係者
課長（かちょう）/神崎 恭一郎（かんざき　きょういちろう）
声 - 岡崎優 / 矢尾一樹 / 矢尾一樹
誕生日：4月10日 / 血液型：A型
修史の上司でもあり育ての親。戸籍上の父親になる。元傭兵でありガーディアンだったが、今は一線を退いている。
情に厚く義理堅く人徳的な人物。命令するときは真面目だが、体格や顔に似合わずお茶目な性格。任務中は修史のことをシールド9と呼んでいるが、おちゃらけている時は修ちゃんと呼び、自分のことを「パパ」と呼ばせようとする。なお、妙子としての私物は全部彼のもの。時折、りおなどを学院に潜入させて、修史の女装している姿をカメラに撮りに行かせている。最近は修史が学院に行ったこともあり挨拶が「ごきげんよう」になったり、飲み物が紅茶になったりした。
続編｢薔薇の聖母｣でも相変わらずの様子。しかしルートによっては銃を取り前線に出て衰えぬ腕前を見せてくれることも。また希望ルートにおいては彼がアイギスを立ち上げる前の傭兵時代、そして黒幕である｢彼女｣との因縁が明らかとなる……。
宗像（むなかた）
コールサインは「シールド3（スリー）」。元アマレス世界チャンピオンで特殊要人護衛課の中でも豪腕の持ち主。修史に最初に力ずくで女装を行った人物でもある。修史がセント・テレジア学院に行ってから、薔薇を見ながらほくそ笑むような行動を行っていて、りおからは気味悪がられている。
PC版では課長から「むねぞう」と発音されてしまっているが、小説版のルビやPS2版では修正されている。
三上（みかみ）
コールサインは「シールド4（フォー）」。特殊要人護衛課の唯一の女性隊員。だが、四捨五入で40歳になってしまうため、教師としては潜入できても護衛対象を寮まで監視できないという理由で任務から外された。直接の登場はなく、修史の話題にのみ登場している。
如月 修史

### ドラマCDの登場人物
宝衆院 桐子（ほうしゅういん きりこ）
声 - たかはし智秋
男子禁制の超高級スパリゾートの共同経営者で、自身もエステが得意。
妙子に目を付けており狙っている。
本当は男で綺麗なものが好き。建物のあちこちに隠しカメラと高集音マイクを設置し、訪れた女性客らを撮影していた。それをネタに上流階級の人や高官に売りつけて資金や伝手を作っていた。
宝衆院 和也（ほうしゅういん かずや）
声 - 保村真
超高級スパリゾートの副オーナーで、桐子の弟。妙子に一目ぼれするも最後は振られてしまう。テニスが得意。
オーナーが兄であることを知っている唯一の人物であり、兄が女装して接客することは認めている一方、裏でやっていることは知らない。

### 登場人物（「薔薇の聖母」のみ）

#### メインキャラクター
水無瀬 希望
声 - 橘まお/中村麻未（コンシューマー版）
眞木 莉里
声 - 青山ゆかり/友永朱音（コンシューマ版）
土屋 真愛
声 - 奏雨/尾崎真実（コンシューマー版）
ソーニャ
声 - くすはらゆい/石原舞（コンシューマー版）
富金原 麻衣
声 - あじ秋刀魚/前田恵（コンシューマー版）

#### サブキャラクター
風巻 楓
声 - 桃井穂美/儀武ゆう子（コンシューマー版）
桂 光司郎
声 - O・シコルスキー/

## スタッフ
- イラストレータ・原画：瀬之本久史
- シナリオ：長谷川藍
- サウンド:PELVISMUSIC inc

## 主題歌

### PC版
- 主題歌『shield nine』
  - 歌：Rita/作詞：天ヶ咲麗/作・編曲：iyuna
- 雪乃エンディング曲『eternal smile』
  - 歌：真理絵/作詞：天ヶ咲麗/作・編曲：iyuna
- 蓮＆鞠奈エンディング曲『二人の見る世界』
  - 歌：茶太/作詞：天ヶ咲麗/作・編曲：iyuna
- 設子＆有里エンディング曲『wind of change』
  - 歌：iyuna/作詞：天ヶ咲麗/作・編曲：iyuna

### PS2版
- 主題歌『shield nine  energy flow ver.』
  - 歌：Rita/作詞：天ヶ咲麗/作・編曲：iyuna
- 主題歌『LOVE SHIELD』
  - 作詞：奥井雅美/作曲:Monta/編曲：MAKARONI☆
- 雪乃エンディング曲『eternal smile』
  - 歌：真理絵/作詞：天ヶ咲麗/作・編曲：iyuna
- 蓮エンディング曲『二人の見る世界』
  - 歌：茶太/作詞：天ヶ咲麗/作・編曲：iyuna
- 設子エンディング曲『wind of change』
  - 歌：iyuna/作詞：天ヶ咲麗/作・編曲：iyuna
- 鞠奈エンディング曲『feeling, shining』
  - 歌：片霧烈火/作詞：iyuna/作・編曲：iyuna
- 有里エンディング曲『rainbow place』
  - 歌：Rita/作詞：iyuna/作・編曲：iyuna
- 若菜エンディング曲『優しい涙』
  - 歌：霜月はるか/作詞：iyuna/作・編曲：iyuna
- りおエンディング曲『colorful massage』
  - 歌：YURIA/作詞：iyuna/作・編曲：iyuna

## 開発
プロデューサーであるGOUは、本作の開発を通じて「作品を作る」以外のことを学ばせて貰ったとGame-Styleとのインタビューの中で振り返っており、そのときに得たものを継続していけたので、本作はブランドの屋台骨であると話している。
GOUは本作においてスクリプターも兼任しており、ストーリーがアップテンポだったから最後までモチベーションが高いままスクリプトを打てたと振り返っている。
当初、主人公は画面に登場させる予定はなく、デザインも用意されていなかった。それでは女装ものである意味がないというスタッフの判断から、シナリオの修正および主人公のデザインが用意された。また、キャラクターデザインを務めた 瀬之本久史は、苦手だった女装キャラクターを受け入れられたという意味で本作がキャラクターデザインのターニングポイントになったとアダルトゲーム雑誌「メガストア」2010年4月号のインタビューの中で話している。

### PS2への移植
本作はPlayStation 2へ移植されており、販売はアルケミストが担当した。
GOUは「メガストア」とのインタビューの中で、家庭用ゲーム機への移植で苦労した点として、アダルトゲームと異なる表現規制を挙げている。GOUは流血や刃物表現に対する制限が厳しかったことに加え、PS2版の開発当時は薬物表現も厳しかったと振り返っており、家庭用ゲーム機向けに移植する際は、開発する傍らニュースを注視する必要があったことを痛感させられたと話している。
PS2版からの追加キャラクターである若菜の声は田村ゆかりが担当した。
収録にあたり、田村は初心に返ったような気持ちで演じたとGame Watchとのインタビュー中で話しており、あまり早口にならないように意識しつつも楽しく演じたと振り返っている。

## 関連書籍

### 小説
集英社スーパーダッシュ文庫からノベライズ版が発売されている。原作：AXL、著者：和泉フセヤ、挿絵：瀬之本久史。
- 『恋する乙女と守護の盾 -The Shield of AIGIS- (上)』 
  - 2008年10月25日発売（ISBN 978-4-08-630453-5）
- 『恋する乙女と守護の盾 -The Shield of AIGIS- (下)』 
  - 2009年3月25日発売（ISBN 978-4-08-630472-6）

### 漫画
角川書店から、月刊コンプエースで連載されていた漫画が単行本化されている。原作：AXL / アルケミスト、著者：綾野なおと。
- 『恋する乙女と守護の楯 -The Shield of AIGIS-』
  - 2009年6月26日発売（ISBN 978-4-04-715259-5）

宙出版ミッシィコミックス・ツインハートコミックからアンソロジーコミックが発売されている。
- 『恋する乙女と守護の楯』
  - 2007年11月24日発売（ISBN 978-4-7767-2355-4）

### ムック
JIVEからビジュアルファンブックが発売されている。編著：フレックスコミックス。
- 『恋する乙女と守護の楯 ビジュアル・ガイドブック』
  - 2007年9月22日発売（ISBN 978-4-86176-444-8）

## CD

### サウンドトラック
- 『恋する乙女と守護の楯オリジナルサウンドトラック AIGIS（アイギス）』
  - 2009年1月23日発売（2008年12月28日 - 30日のコミックマーケット75において先行販売）
  - 販売協力：株式会社ラッセル

PC版及びPS2版に収録された全てのボーカル曲とBGMが収録されている。

### ドラマCD
- 『恋する乙女と守護の楯 〜妙子の温泉事件簿〜』
  - 2008年2月14日発売
  - シナリオ構成：北側寒囲
  - 脚本：長谷川藍
  - ジャケットイラスト：瀬之本久史
  - 音楽制作：PELVISMUSIC inc.
  - 原作・制作：AXL
  - 発売元・販売元：WakeUp
  - 販売協力：株式会社ラッセル

PC版を基にしてはいるが全年齢対象。
また、PSP版が発売された際、初回限定版特典として『恋する乙女と守護の楯 〜乙女達の休日〜』が特典として入っていた。

## ラジオ番組
2008年8月27日から11月26日まで、音泉にてインターネットラジオ番組『恋楯ラジオ 矢尾一樹・力丸乃りこ アイギス音泉支部!』が配信された。全13回。パーソナリティは矢尾一樹と力丸乃りこ。また、番組配信終了後の2008年12月14日にディアステージDEMPAビル店にて公開録音イベント「アイギス秋葉原支部!」が行われ、この模様は2008年12月24日と2009年1月7日の2回にわけてスペシャル版として同じく音泉より配信された。
続編ゲーム『恋する乙女と守護の楯 〜薔薇の聖母〜』が2016年1月29日に発売されることを受け、2016年1月8日から3月25日まで音泉にてインターネット番組『AXL ラジオ「恋する乙女と守護の楯 〜薔薇の聖母〜」紫法院学園 放送部！』が配信された。毎週金曜日更新。プレ放送（第0回）が2015年12月28日に配信された。全11回。パーソナリティはあじ秋刀魚（富金原麻衣 役）と桃井穂美（風巻楓 役）。

### ラジオCD
音泉のインターネットラジオ収録分（公開録音イベント含む）に録り下ろしの特別編を加えたものがCD化されている。
ジャケットイラストは、同時発売された「AXLラジオ『Like a Butler』〜高額院放送部〜」のラジオCDと合わせると一つの絵に繋がるようになっている。
- 『ラジオCD 恋楯ラジオ 矢尾一樹・力丸乃りこ アイギス音泉支部！』
  - 2009年8月28日発売（2009年8月14日 - 16日のコミックマーケット76において先行販売）
  - イラスト：瀬之本久史

## 反響

### 売り上げ
『恋する乙女と守護の楯 Portable』の販売実績は、メディアクリエイトが発行した『2011テレビゲーム産業白書』によれば、初週6,077本、2010年期（2010年1月4日 - 2011年1月2日）では累計10,526本販売され、家庭用ゲーム全体では年間の641位であったとされている。『ファミ通ゲーム白書2011』によれば、2010年期（2009年12月28日 - 2010年12月26日）では累計10,501本発売され、家庭用ゲーム全体では年間の629位であったとされている。

### 人気投票
- Getchu.comあなたが選ぶ美少女ゲーム大賞
  - 総合部門：9位[g2007 1]
  - シナリオ部門 - 5位[g2007 2]
  - 主題歌部門 - 6位：[g2007 3]
  - 音楽部門 - 第21位[g2007 4]
  - 映像部門 - 第11位[g2007 5]
  - システム部門 - 第16位[g2007 6]
  - ヒロイン部門 - 第18位（山田妙子）[g2007 7]